# Apeira versicolor
Apeira versicolor là một loài bướm đêm trong họ Geometridae.